# شون فاريل
شون فاريل (بالإنجليزية: Sean Farrell)‏ (28 فبراير 1969 في المملكة المتحدة - ) هو لاعب كرة قدم بريطاني في مركز الهجوم. لعب مع كولتشستر يونايتد ونادي بيتربورو يونايتد ونادي بيرتن ألبيون ونادي فولهام ونادي لوتون تاون ونادي نورثامبتون تاون ونوتس كاونتي.

## وصلات خارجية
- شون فاريل على موقع قاعدة بيانات كرة القدم.إي يو (الإنجليزية)
- شون فاريل على موقع Soccerbase.com (لاعب) (الإنجليزية)